# Sparianthis picta
Espèce
Synonymes
- Pseudosparianthis picta Simon, 1887

Sparianthis picta est une espèce d'araignées aranéomorphes de la famille des Sparassidae.

## Distribution
Cette espèce se rencontre au Brésil en Amazonas et au Pérou dans la région de Loreto,.

## Description
Le mâle syntype mesure 8 mm et la femelle syntype 8,5 mm.
Le mâle décrit par Rheims en 2020 mesure 6,7 mm et la femelle 7,7 mm.

## Systématique et taxinomie
Cette espèce a été décrite sous le protonyme Pseudosparianthis picta par Simon en 1887. Elle est placée dans le genre Sparianthis par Rheims en 2020.

## Publication originale
- Simon, 1887 : « Espèces et genres nouveaux de la famille des Sparassidae. » Bulletin de la Société zoologique de France, vol. 12, p. 466-474 (texte intégral).